# Ligamento coracohumeral
El ligamento coracohumeral es una cinta formada por fibras paralelas que se dirige casi horizontalmente hacia fuera y un poco hacia delante, pasando por encima del tendón de la cabeza larga del bíceps, al cual cruza en aspa. 
Se inserta por la extremidad interna en la parte media y algo más del borde posterior o externo de la apófisis coracoides y por la extremidad externa se inserta en la entrada de la corredera bicipital de modo que se ata a la parte más interna del trocánter mayor y a la más externa del trocánter menor. Este ligamento refuerza la parte más anterior y superior del ligamento capsular, y precisamente se sitúa entre las dos cápsulas sinoviales de los tendones del supraespinoso y del subescapular, formando entre ambas un tabique importante.